# Salaspils
Salaspils is een Letse stad in de gemeente Salaspils novads op achttien kilometer ten zuidoosten van Riga op de noordelijke oever van de Westelijke Dvina. De huidige plaats ligt bij het historische Kirchholm.
Er zijn vermeldingen van bewoning van elfduizend jaar geleden rond het gebied dat door de Vikingen de naam Holme kreeg. Zowel Lijven als Balten bouwden een versterking in het gebied.
Aan het eind van de 12e eeuw vestigde de Duitse kanunnik Meinhard van Segeberg zich in het gebied en begon de kerstening van de Lijven. In 1186 bevond zich op het eiland Mārtiņsala in de Westelijke Dvina al een kerk.
Aan het begin van de Lijfse kruistocht was hier een vergeefse opstand van de Lijfse bevelhebber Ako. De naam Salaspils verwijst waarschijnlijk naar het kasteel op het eiland Mārtiņsala terwijl Kirchholm naar de daar gelegen kerk verwijst. Beide hebben betrekking op het gebied op de noordelijke oever van de Westelijke Dvina.
Op het vasteland bouwde de Lijflandse Orde in 1380 een kasteel en een kerk vernoemd naar Sint Joris. Het kasteel en de nederzetting werden in 1577 vernietigd tijdens de Lijflandse Oorlog. In 1605 was de omgeving rond het dorp het toneel van de Slag bij Kirchholm. Hierna kwam het gebied onder de invloed van Riga. In 1861 kwam er een station aan de spoorlijn Riga-Daugavpils en werd het gebied een zomerverblijf voor inwoners van Riga. Tijdens de Eerste Wereldoorlog lag het gebied lang in de frontlinie die langs de Westelijke Dvina lag en liep grote schade op.
Tijdens de Tweede Wereldoorlog was er bij het dorp zowel een stalag voor Sovjet krijgsgevangenen als een concentratiekamp. Over de aantallen slachtoffers van zowel de stalag als van concentratiekamp Salaspils, dat het grootste was in de Baltische regio, zijn de historici verdeeld. In de jaren 50 en 60 kwam er meer industrie rond het dorp. Ook kwamen vier onderzoekscentra en was er in het bos ten noorden van het dorp een bassinkernreactor (1969-1998) voor neutronenactivering. Het dorp groeide tot meer dan 20.000 inwoners en de Waterkrachtcentrale Riga en de Riga TEC-2 werden aangelegd waardoor een stuk van het oude Salaspils in het stuwmeer verdween. In 1993 kreeg Salaspils stadsrechten. Ten noorden van de stad ligt de 129 hectare grootte Nationale Botanische tuin die het grootste arboretum ter wereld bevat. Er zijn stedenbanden met het Zweedse Finspång (sinds 1997), het Duitse Finsterwalde (2002) en het Poolse Dzierzgoń (2002).

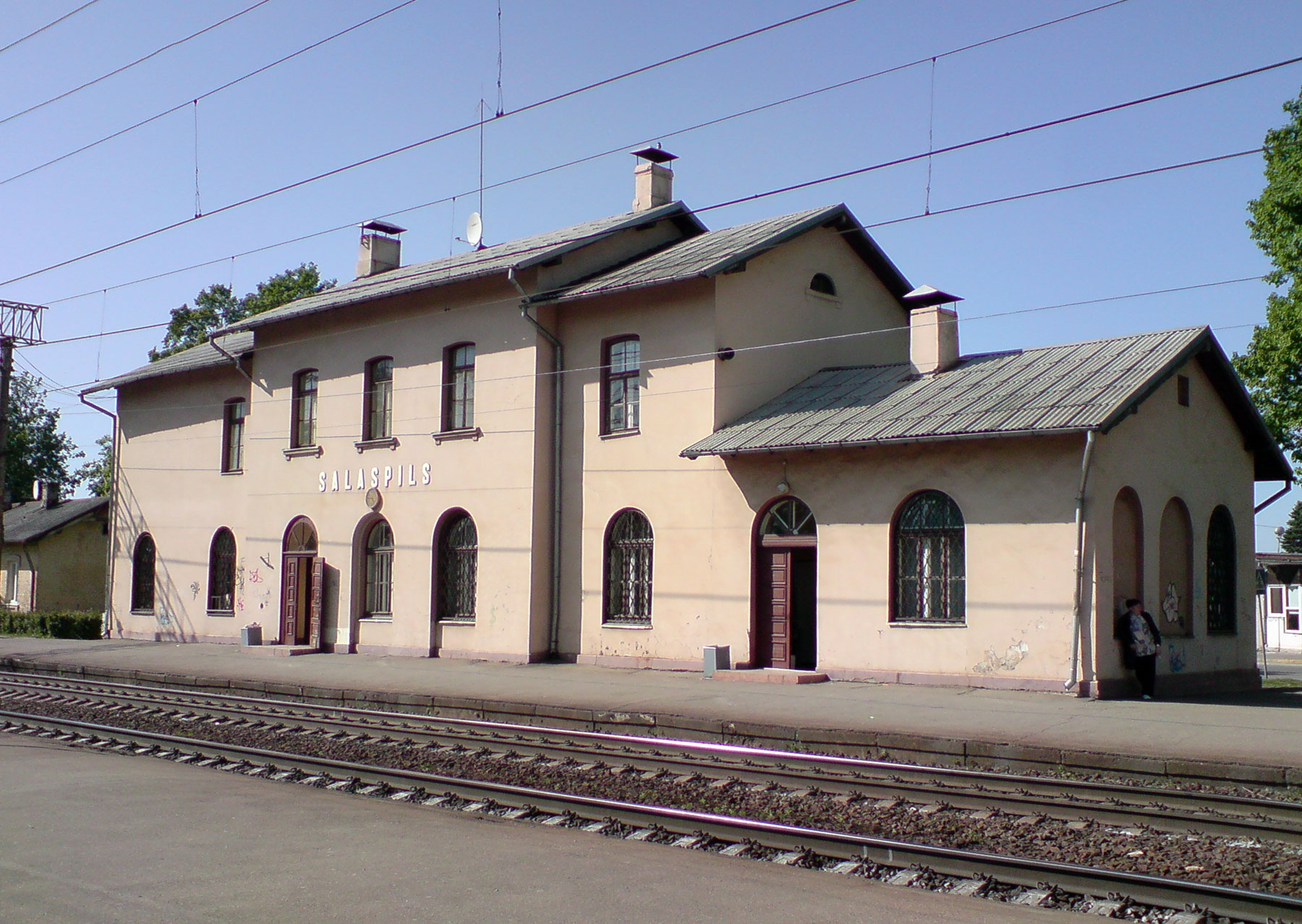
Station Salaspils
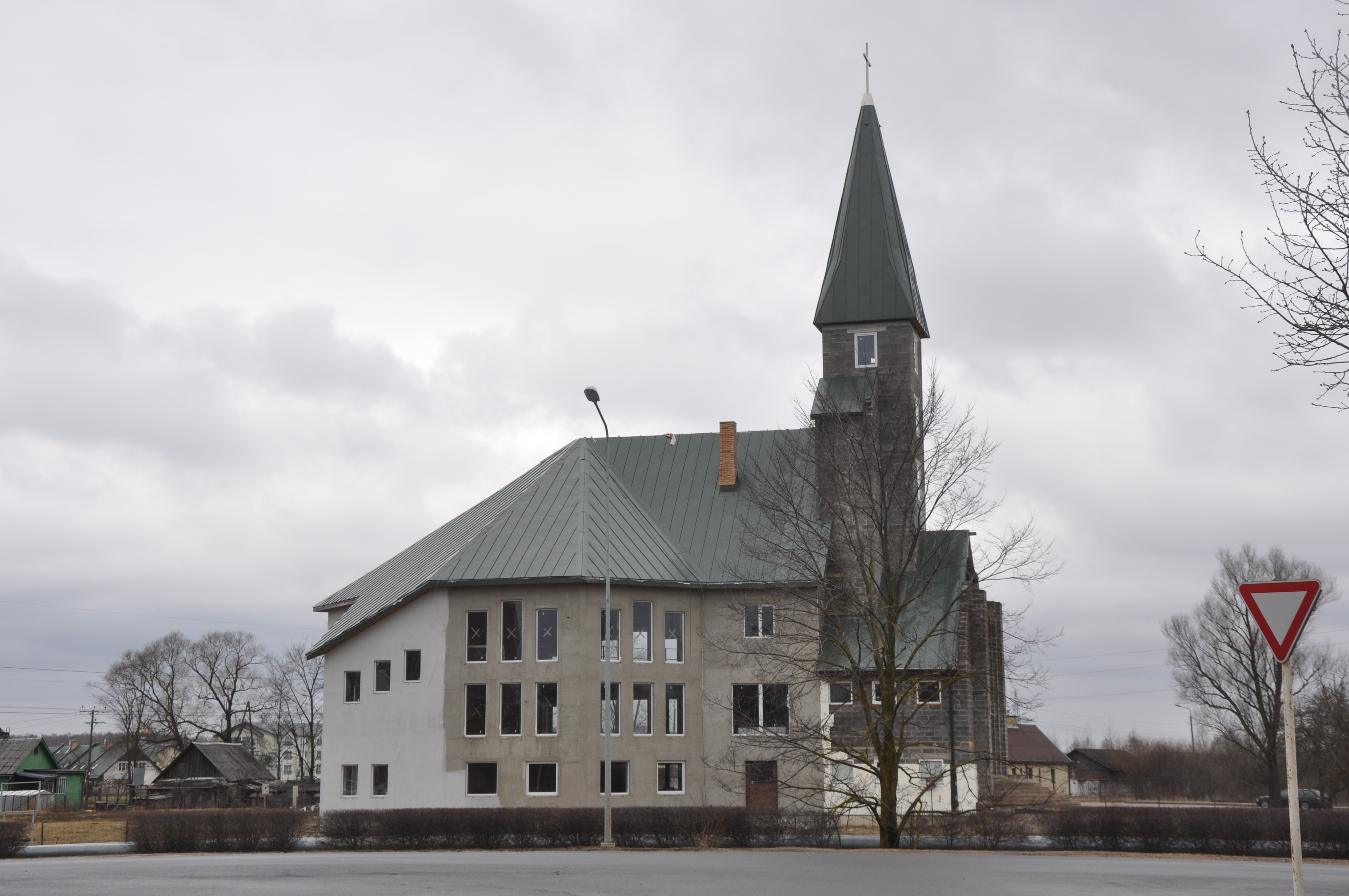
Evangelisch-Lutherse kerk
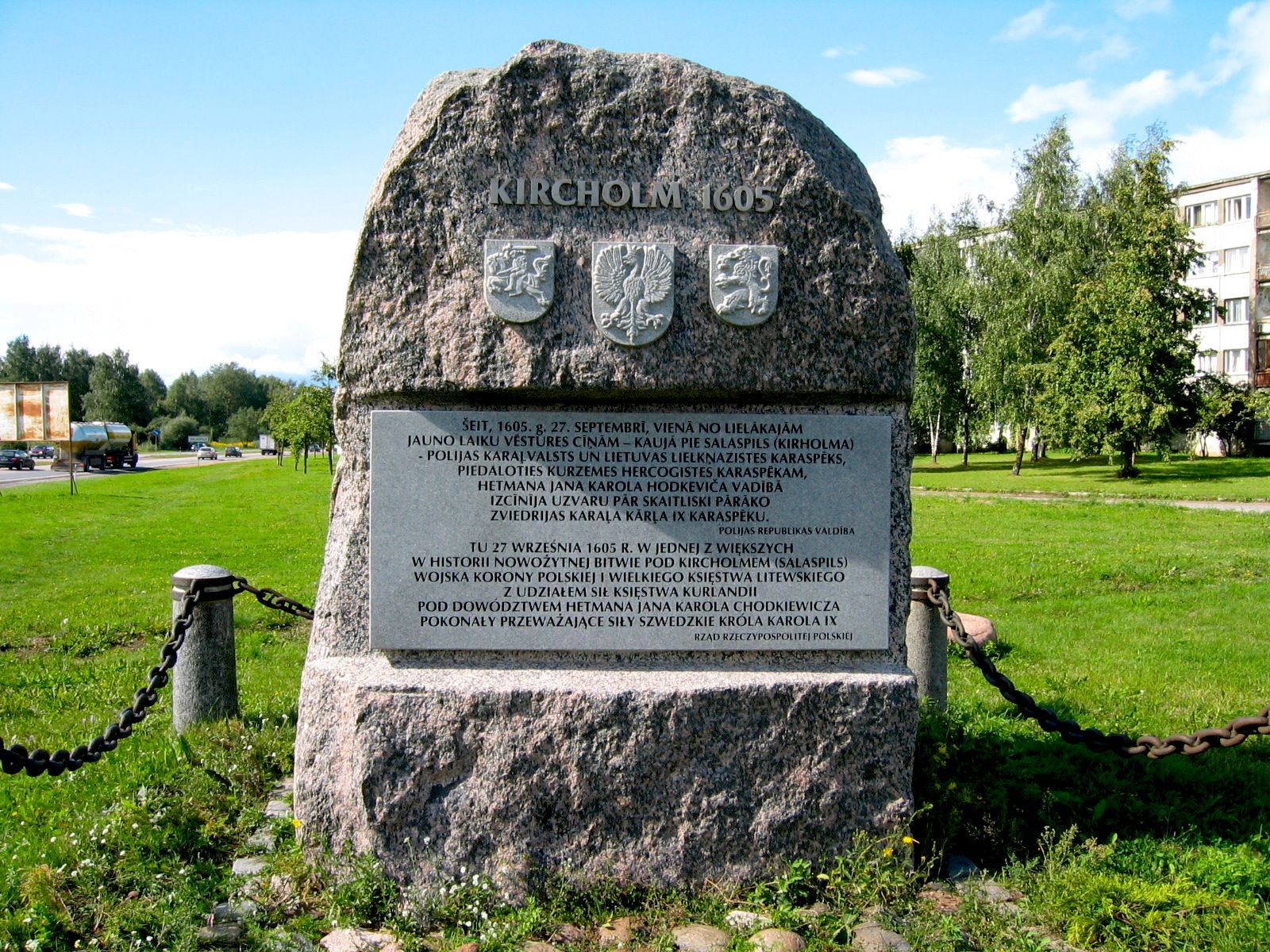
Monument voor de slag bij Kirchholm
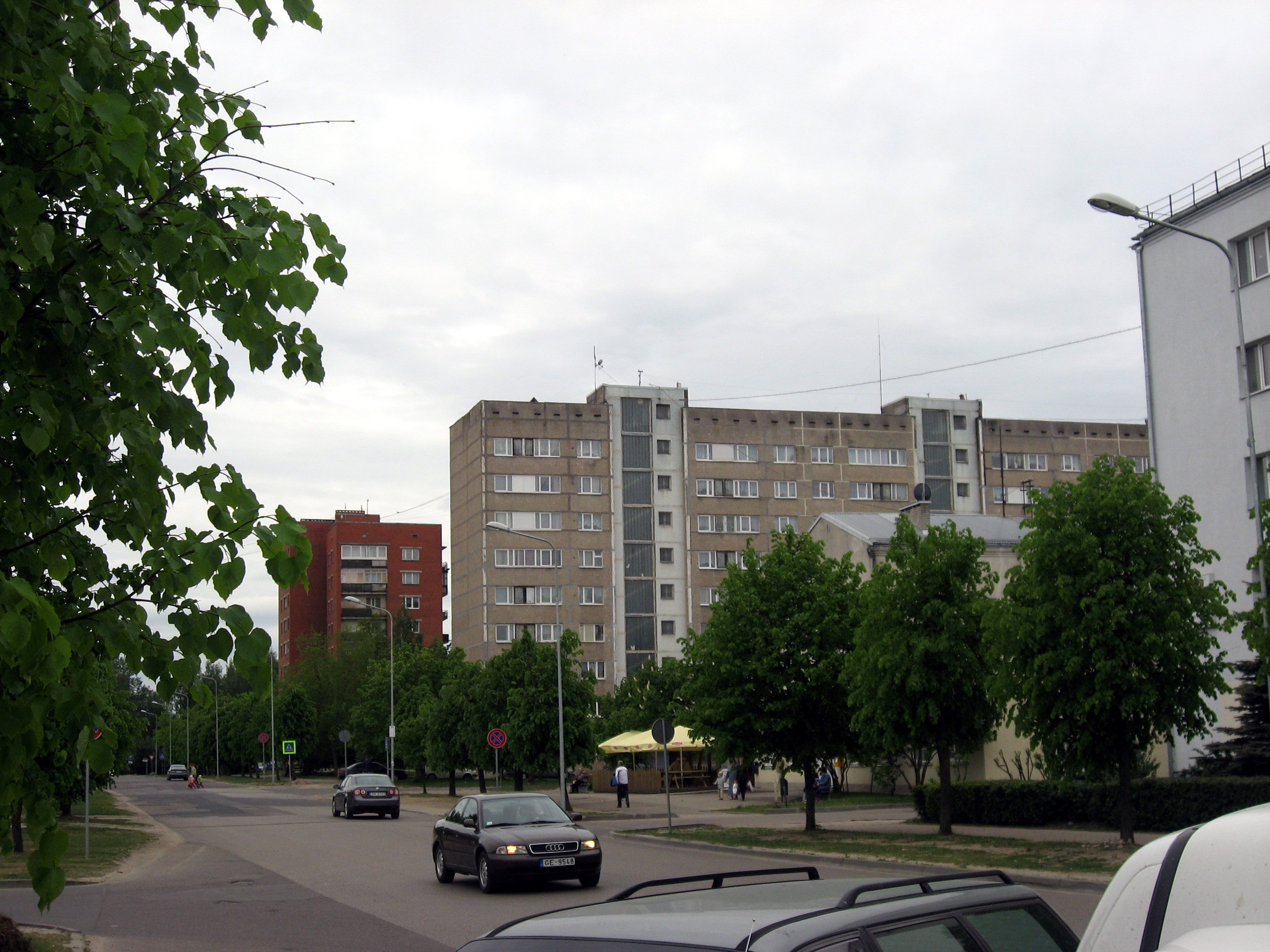
Woningen in Salaspils